# Hahnstätten (Verbandsgemeinde)
Hahnstätten est une Verbandsgemeinde (collectivité territoriale) de l'arrondissement de Rhin-Lahn dans la Rhénanie-Palatinat en Allemagne. Le siège de cette Verbandsgemeinde est dans la ville de Hahnstätten.
La Verbandsgemeinde de Hahnstätten consiste en cette liste d'Ortsgemeinden (municipalités locales) :

Localisation du Verbandsgemeinde de Hahnstätten dans l'arrondissement de Rhin-Lahn

1. Burgschwalbach
2. Flacht
3. Hahnstätten
4. Kaltenholzhausen
5. Lohrheim
6. Mudershausen
7. Netzbach
8. Niederneisen
9. Oberneisen
10. Schiesheim